# Sân bay quốc tế Gimpo
Sân bay Quốc tế Gimpo (tiếng Hàn Quốc: 김포국제공항 [kimpʰoɡuktɕ͈eɡoŋhaŋ]; Hán tự Triều Tiên: 金浦國際空港; Hán-Việt: Kim Phố Quốc tế không cảng), hay thường gọi là Sân bay Gimpo (trước đây Sân bay Quốc tế Kimpo), nằm tại phía Tây Seoul và đã là sân bay Quốc tế chính của Seoul (Thủ Nhĩ, tên cũ: Hán Thành) và Hàn Quốc trước khi bị Sân bay Quốc tế Incheon (Nhân Xuyên) thay thế năm 2001. Hiện nay, đây là sân bay lớn thứ 2 Hàn Quốc.

## Các hãng hàng không và các điểm đến

### Hành khách

#### Nội địa

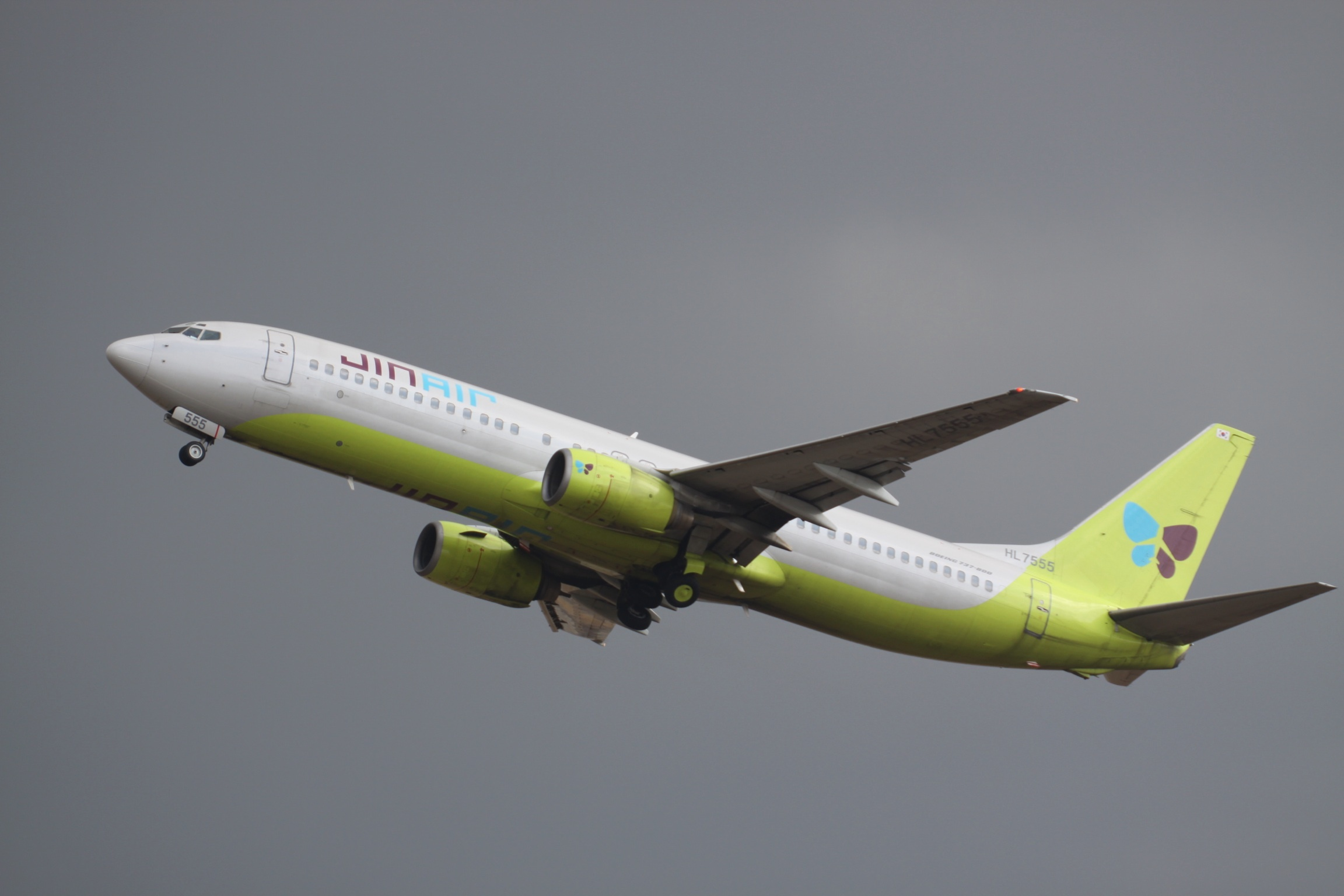
Jin Air Boeing 737-800 cất cánh tại sân bay Quốc tế Gimpo

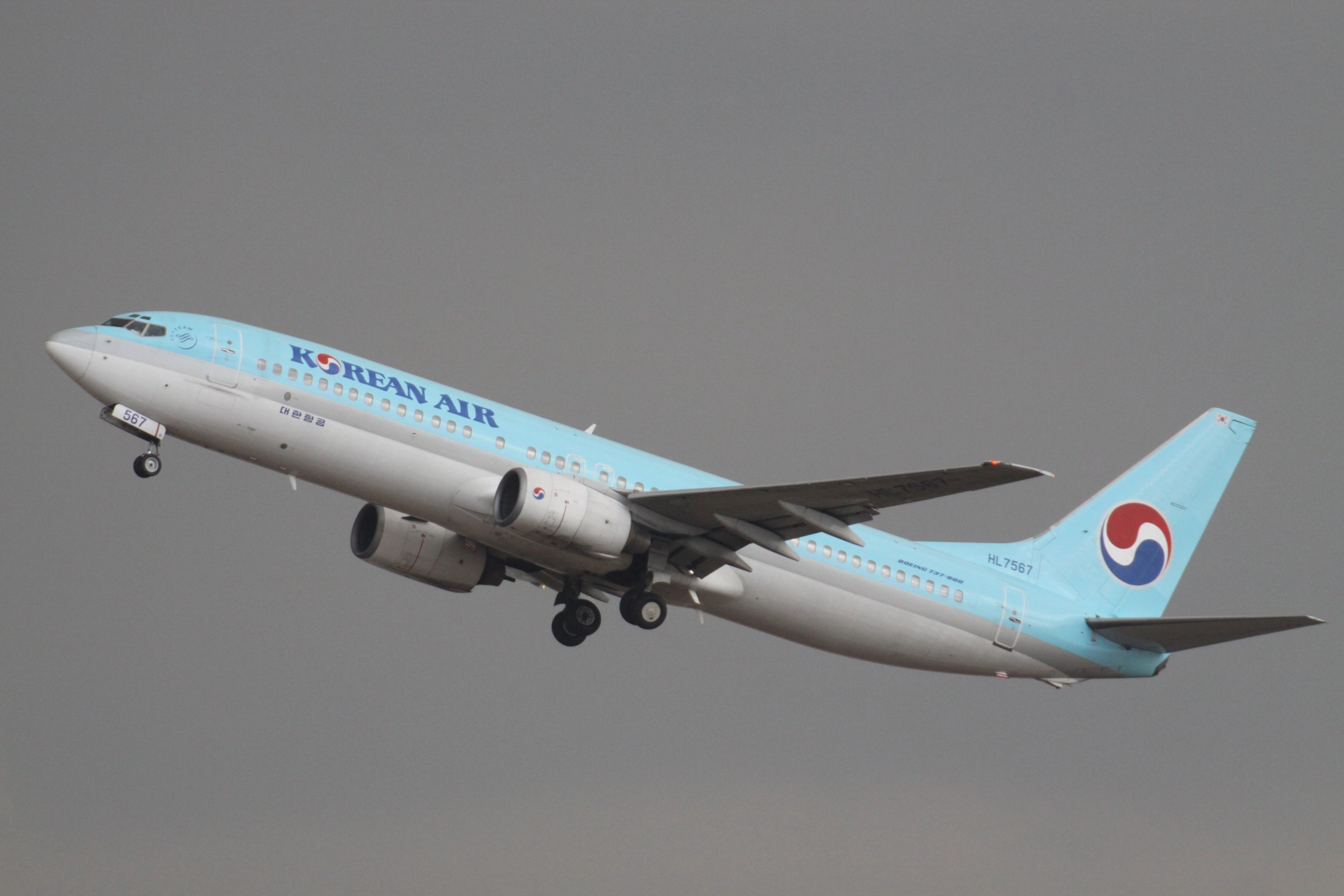
Korean Air Boeing 737-800 tại sân bay Quốc tế Gimpo

| Hãng hàng không | Các điểm đến                               | Ga      |
| --------------- | ------------------------------------------ | ------- |
| Air Busan       | Busan, Jeju                                | Nội địa |
| Asiana Airlines | Gwangju, Jeju, Sacheon, Ulsan, Yeosu       | Nội địa |
| Eastar Jet      | Jeju                                       | Nội địa |
| Jeju Air        | Jeju                                       | Nội địa |
| Jin Air         | Jeju                                       | Nội địa |
| Korean Air      | Busan, Jeju, Pohang, Sacheon, Ulsan, Yeosu | Nội địa |
| T'way Airlines  | Jeju                                       | Nội địa |

#### Quốc tế
| Hãng hàng không         | Các điểm đến                                                      | Ga      |
| ----------------------- | ----------------------------------------------------------------- | ------- |
| Air China               | Thủ đô–Bắc Kinh                                                   | Quốc tế |
| All Nippon Airways      | Tokyo–Haneda                                                      | Quốc tế |
| Asiana Airlines         | Thủ đô–Bắc Kinh, Osaka–Kansai, Hồng Kiều-Thượng Hải, Tokyo–Haneda | Quốc tế |
| China Airlines          | Tùng Sơn-Đài Bắc                                                  | Quốc tế |
| China Eastern Airlines  | Hồng Kiều-Thượng Hải                                              | Quốc tế |
| China Southern Airlines | Thủ đô–Bắc Kinh                                                   | Quốc tế |
| Eastar Jet              | Tùng Sơn-Đài Bắc                                                  | Quốc tế |
| EVA Air                 | Tùng Sơn-Đài Bắc                                                  | Quốc tế |
| Japan Airlines          | Tokyo–Haneda                                                      | Quốc tế |
| Jeju Air                | Nagoya–Centrair, Osaka–Kansai, Tokyo–Haneda                       | Quốc tế |
| Juneyao Airlines        | Hồng Kiều-Thượng Hải                                              | Quốc tế |
| Korean Air              | Thủ đô–Bắc Kinh, Osaka–Kansai, Hồng Kiều-Thượng Hải, Tokyo–Haneda | Quốc tế |
| Shanghai Airlines       | Hồng Kiều-Thượng Hải                                              | Quốc tế |
| T'way Airlines          | Tùng Sơn-Đài Bắc                                                  | Quốc tế |

## Giao thông và thống kê

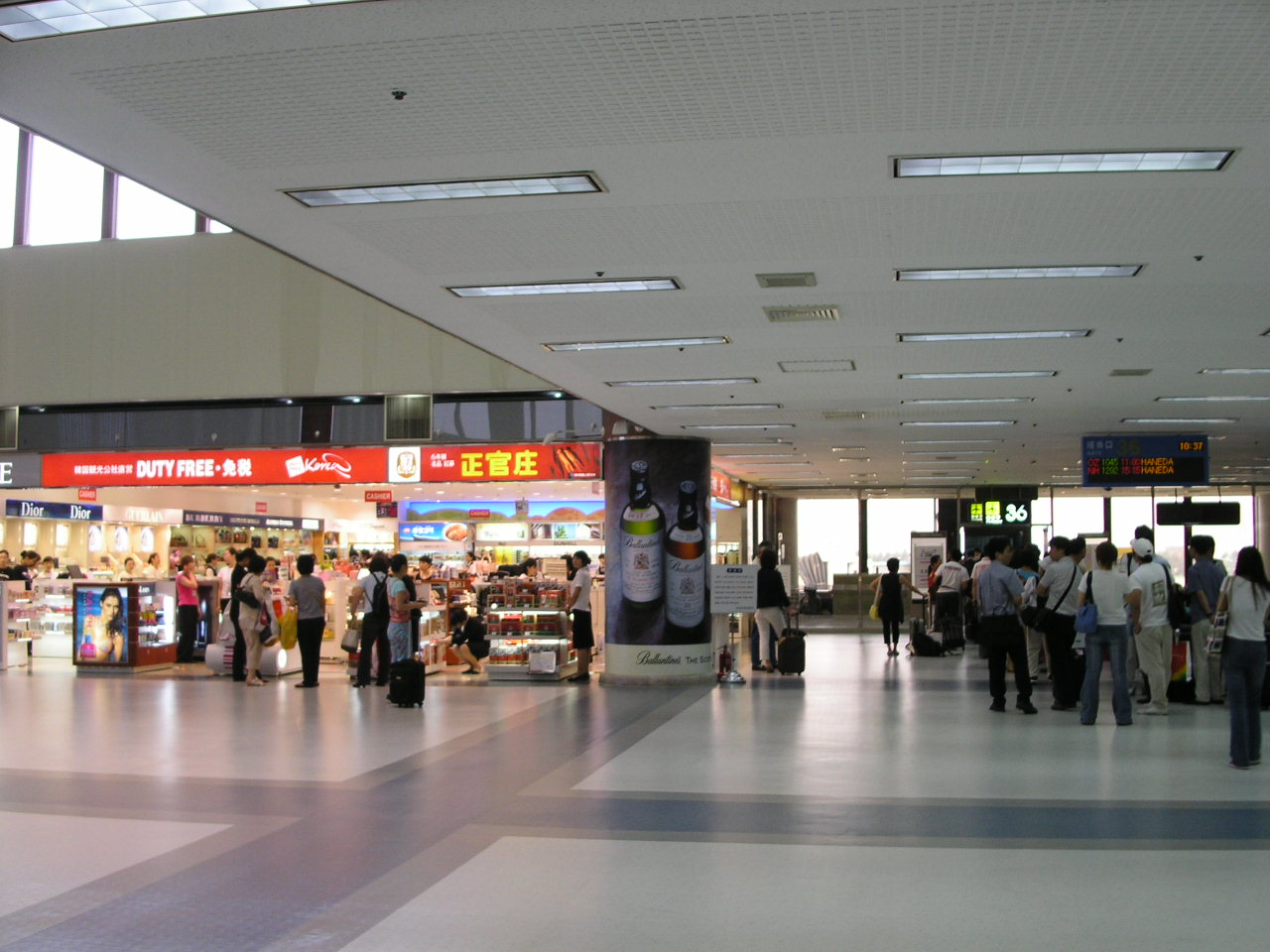
Nhà ga Quốc tế, Sân bay - Sảnh đi

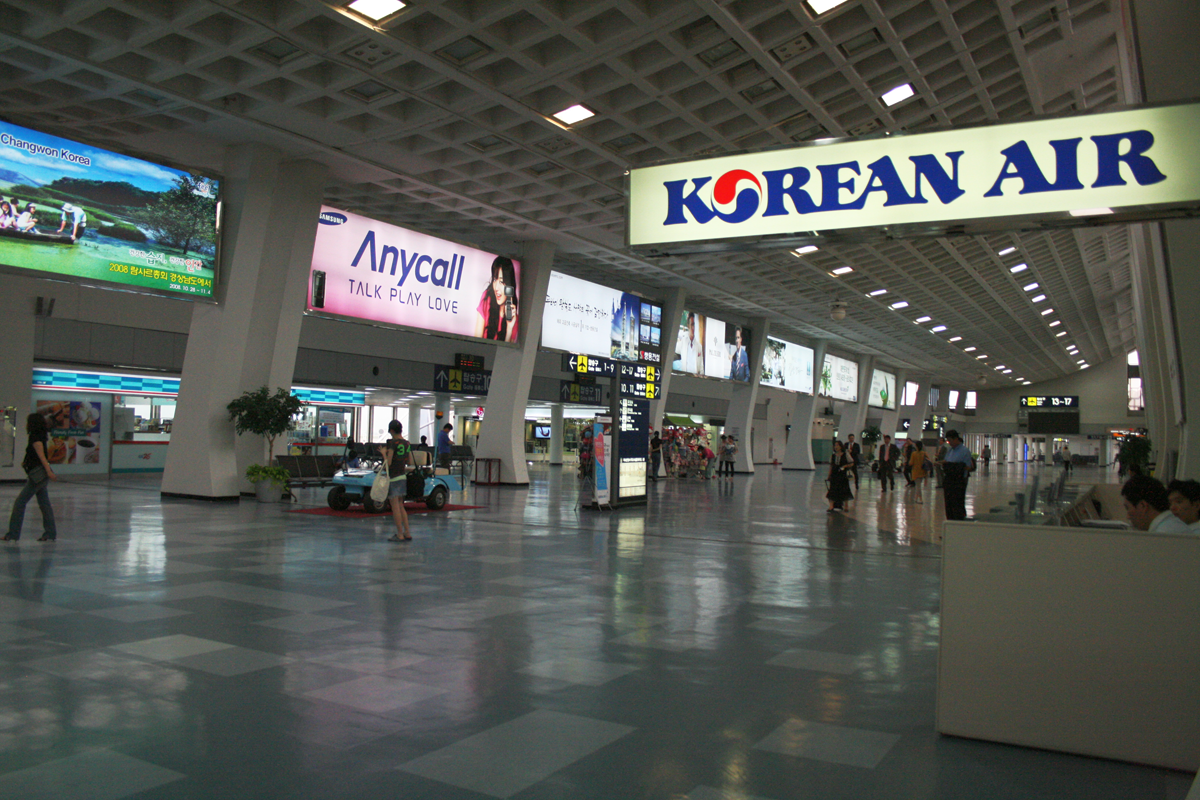
Ga trong nước, sân bay Gimpo – sảnh đi

Trong năm 2015, 10 hãng hàng không với tỉ lệ hành khách cao nhất tại sân bay Quốc tế Gimpo như sau:
| Hạng | Hãng hàng không        | Hành khách nội địa | Hành khách Quốc tế | Tổng      | %      |
| ---- | ---------------------- | ------------------ | ------------------ | --------- | ------ |
| 1    | Korean Air             | 4.963.524          | 1.097.749          | 6.061.273 | 26,17% |
| 2    | Asiana Airlines        | 3.893.444          | 1.084.583          | 4.978.027 | 21,49% |
| 3    | Jeju Air               | 2.503.580          | 233.935            | 2.737.515 | 11,82% |
| 4    | Jin Air                | 2.708.231          | 118                | 2.708.349 | 11,69% |
| 5    | Air Busan              | 1.807.305          | 1.179              | 1.808.484 | 7.81%  |
| 6    | Eastar Jet             | 1.644.168          | 53.800             | 1.697.968 | 7,33%  |
| 7    | T'way Airlines         | 1.614.024          | 70.224             | 1.684.248 | 7,27%  |
| 8    | Japan Airlines         |                    | 424.156            | 424.156   | 1,83%  |
| 9    | All Nippon Airways     |                    | 406.709            | 406.709   | 1,76%  |
| 10   | China Eastern Airlines |                    | 179.742            | 179.742   | 0,8%   |

## Lịch sử
Ban đầu, sân bay này được không lực Hoa Kỳ xây với một đường băng năm 1951 trong Chiến tranh Triều Tiên và đã phát triển thành 1 sân bay có khả năng phục vụ 226.000 chuyến bay mỗi năm. Sân bay này có một nhà ga quốc nội và 2 nhà ga Quốc tế nhưng chức năng Quốc tế đã bị sân bay Incheon thay thế. Gimpo hiện có 2 đường băng (3600 m×45 m & 3200 m×60 m), một nhà ga hàng hóa và 2 nhà ga hành khách. Sân bay nằm ở phía nam sông Hán ở Tây Seoul. Tên gọi Gimpo lấy từ thành phố Gimpo gần đó.
Các hãng đã hoạt động tại nối với Seoul đây nhưng đã ngưng:
| - Air New Zealand - Alitalia - Ansett Australia - Continental Airlines - Iberia Airlines - Kuwait Airways | - Lauda Air - Pan Am (1986) - Saudia - Swissair - VASP |